# Соколів Брід
Соколі́в Брід — село в Україні, у Попільнянській селищній територіальній громаді Житомирського району Житомирської області. Населення становить 202 особи (2001).

## Географія
Селом протікає річка Роставиця.

## Історія
До 17 лютого 1935 року входило до складу Сквирського району.
У 1925—54 роках — адміністративний центр Соколово-Брідської сільської ради Попільнянського району.